# Rodinei
Rodinei Marcelo de Almeida (Tatuí, 29 januari 1992) – alias Rodinei –  is een Braziliaans voetballer, die speelt als verdediger. Rodinei, die sinds januari 2023 uitkomt voor Olympiakos Piraeus, werd transfervrij overgenomen van Flamengo. Rodinei won in clubverband onder anderen tweemaal de CONMEBOL Libertadores (Flamengo) en eenmaal de UEFA Europa Conference League (Olympiakos Piraeus).

## Erelijst
Flamengo
- CONMEBOL Libertadores: 2019, 2022
- Campeonato Brasileiro Série A: 2019
- Campeonato Carioca: 2017, 2019
- Copa do Brasil: 2022

 Olympiakos Piraeus
- UEFA Europa Conference League: 2023/24

### Individueel
- Campeonato Carioca – Team van het Jaar: 2016
- Beste Rechtsback van Brazilië (Troféu Mesa Redonda): 2018, 2022
- Campeonato Gaúcho – Team van het Jaar: 2021
- Super League – Grieks Team van het Seizoen: 2022/23